# Fujiwara Nobutaka

Fujiwara Nobutaka (藤原宣孝, [[[957]] – 1001] Erro: {{japonês}}: texto da transliteração contém caractere não latino (pos 18) (ajuda)), membro da Corte durante o Período Heian da História do Japão.

## Vida
Este membro do Ramo Kanjūji  do Clã Fujiwara era filho de Fujiwara no Tamesuke. E foi casado com Murasaki Shikibu. 

## Carreira
Serviu os seguintes imperadores: En'yu (969 até 984), Kazan (984 até 986) e Ichijo (986 até 1001). 
Iniciou sua carreira em 982 quando foi trabalhar no Kurōdodokoro (um órgão criado para cuidar dos arquivos do imperador e documentos imperiais bem como atender as várias necessidades pessoais do soberano) durante o reinado do Imperador En'yu, em 988 em Quioto foi nomeado  governador de Yamashiro, em 990 se torna Kokushi (Governador) de Chikuzen.
No final de 997 ou início de 998, volta a Quioto onde se casa com Murasaki Shikibu filha de Fujiwara no Tametoki, governador de Echizen. Nobutaka estava com quarenta e poucos anos quando se casou com Murasaki. Murasaki na época deveria estar com seus vinte e poucos anos, era um pouco velha pelos padrões da era Heian para se casar. Após seu casamento, provavelmente continuou vivendo na casa de seu pai, e Nobutaka ia visitá-la constantemente. Nobutaka já tinha várias outras mulheres e uma numerosa prole. Seu filho Takamitsu provavelmente tinha a mesma idade de Murasaki. Murasaki e Nobutaka tiveram uma filha chamada Kataiko (ou Kenshi) que será mais conhecida como Daini no Sanmi.
| Precedido por Fujiwara no Tamesuke | -- 6º Líder dos Kanjūji Fujiwara | Sucedido por Fujiwara Takamitsu |